# Знамените жене српске прошлости
„Знамените жене српске прошлости” је југословенска телевизијска серија снимљена 1986. године у продукцији Телевизије Београд.

## Улоге
| Глумац             | Улога                       |
| ------------------ | --------------------------- |
| Светозар Цветковић | Бранко Радичевић            |
| Данило Лазовић     | Љуба Ненадовић              |
| Горица Поповић     | Милица Стојадиновић Српкиња |

Комплетна ТВ екипа  ▼
| Редитељ      | Бранка Богданов     |                 |
| Сценариста   | Зоран Бачић         |                 |
| Сценариста   | Драгана Крсенковић  |                 |
| Остала екипа | Бранислава Петровић | секретар режије |